# 박희준 (가라테 선수)
박희준(1994년 3월 29일 ~ )은 대한민국의 가라테 카타 선수이다. 2014년 아시안 게임에 참가하여 가타 종목에서 동메달을 획득하였다. 이후 2020년 하계 올림픽에도 참가하였다.

## 선수 경력
고등학교 시절 아버지에 의해 검도관에 다니기 시작했다. 검도관 관장이 보여준 가라테 영상을 본 후 가라테에 입문하였다.
2014년 자카르타에서 열린 가라테1 프리미어 리그에 참가하여 3위를 기록하였다. 이후 2018년 아시안 게임에 참가하여 동메달을 획득하였는데 이는 가라테 카타 종목에서 대한민국 선수 첫 메달이다. 2019년 가라테 아시아 선수권 대회에도 참가하여 연속으로 동메달을 획득하였다.
2021년 파리에서 열린 2020년 하계 올림픽 최종예선에 참가하여 1승2패로 대회를 마감, 올림픽 출전권을 획득하였다. 2020년 하계 올림픽에서는 예선 A조를 배정받았고 조 3위를 기록하며 랭킹 라운드에 진출하였다. 랭킹 라운드에서는 25.98점을 받으며 3위를 기록하였고 동메달 결정전에 진출하였다. 동메달 결정전에서 터키의 알리 소푸글루에 패배하며 5등으로 대회를 마감하였다. 2024년 하계 올림픽에 가라테가 정식 종목에서 제외되며 처음이자 마지막 올림픽 진출이 되었고, 2022년에 열리는 세계 선수권 대회 이후 은퇴할 예정이다. 세계 선수권 대회 준비와 함께 체육 교사 시험도 준비하고 있다.

## 개인사
- 2011년과 2012년에 여성을 폭행하고 도둑질하던 남성과 성추행 하던 남성을 제압하여 화제가 되었다[9].
- 가라테 3단, 태권도 3단, 검도 3단 유단자이다[1].

## 출신 학교
- 부산대학교 졸업
- 경기대학교 교육대학원 석사